# Péter Gulácsi
Péter Gulácsi (Budapest, 6 maggio 1990) è un calciatore ungherese, portiere del RB Lipsia, di cui è vice-capitano, e della nazionale ungherese.

## Carriera

### Club
Gulácsi è cresciuto nelle giovanili dell'MTK Budapest, squadra che per la stagione 2007-2008 lo cede al Liverpool in prestito. Dopo aver giocato nelle giovanili non avendo spazio in prima squadra, viene acquistato interamente dai Reds la stagione successiva. Nel mercato estivo del 2009 viene ceduto in prestito all'Hereford United e nel 2010 al Tranmere. Il 19 luglio 2011 passa in prestito al Hull City.
Ha lasciato il Liverpool nel 2013 per accasarsi al Salisburgo.
Dopo 2 anni in Austria si trasferisce in Germania al RB Lipsia. Dopo un primo anno da riserva in Zweite Liga, al secondo anno (disputato in Bundesliga) Gulácsi diviene titolare fisso del club, divenendone pure capitano nel 2021 a seguito della partenza di Marcel Sabitzer.

### Nazionale
Ha giocato in passato per l'Ungheria Under-17 e l'Ungheria Under-19. Dal 2008 gioca invece nell'Under-20 e nell'Under-21 ungherese. Nel maggio del 2008 era stato convocato dalla Nazionale maggiore per la sfida contro la Croazia: la partita si è conclusa 1-1 ma Gulácsi non è sceso in campo.
Viene convocato per gli Europei 2016 in Francia.
Dopo il torneo in terra francese diviene il titolare della selezione magiara rimpiazzando Gábor Király.

## Statistiche

### Presenze e reti nei club
Statistiche aggiornate al 10 dicembre 2024.
| Stagione               | Squadra                | Campionato             | Campionato | Campionato | Coppe nazionali | Coppe nazionali | Coppe nazionali | Coppe continentali | Coppe continentali | Coppe continentali | Altre coppe | Altre coppe | Altre coppe | Totale | Totale |
| Stagione               | Squadra                | Comp                   | Pres       | Reti       | Comp            | Pres            | Reti            | Comp               | Pres               | Reti               | Comp        | Pres        | Reti        | Pres   | Reti   |
| ---------------------- | ---------------------- | ---------------------- | ---------- | ---------- | --------------- | --------------- | --------------- | ------------------ | ------------------ | ------------------ | ----------- | ----------- | ----------- | ------ | ------ |
| 2008-gen. 2009         | Liverpool              | PL                     | 0          | 0          | FACup+CdL       | 0               | 0               | UCL                | -                  | -                  | -           | -           | -           | 0      | 0      |
| gen.-giu. 2009         | Hereford               | FL1                    | 18         | -32        | FACup+CdL       | -               | -               | -                  | -                  | -                  | FLT         | -           | -           | 18     | -32    |
| 2009-gen. 2010         | Liverpool              | PL                     | 0          | 0          | FACup+CdL       | 0               | 0               | UCL+UEL            | -                  | -                  | -           | -           | -           | 0      | 0      |
| gen.-giu. 2010         | Tranmere Rovers        | FL1                    | 5          | -4         | FACup+CdL       | -               | -               | -                  | -                  | -                  | FLT         | -           | -           | 5      | -4     |
| 2010-gen. 2011         | Tranmere Rovers        | FL1                    | 12         | -16        | FACup+CdL       | 0               | 0               | -                  | -                  | -                  | FLT         | 2           | 0           | 14     | -16    |
| Totale Tranmere Rovers | Totale Tranmere Rovers | Totale Tranmere Rovers | 17         | -20        |                 | 0               | 0               |                    | -                  | -                  |             | 2           | 0           | 19     | -20    |
| gen.-giu. 2011         | Liverpool              | PL                     | 0          | 0          | FACup+CdL       | 0+0             | 0               | UEL                | 0                  | 0                  | -           | -           | -           | 0      | 0      |
| 2011-2012              | Hull City              | FLC                    | 15         | -16        | FACup+CdL       | 0               | 0               | -                  | -                  | -                  | -           | -           | -           | 15     | -16    |
| 2012-2013              | Liverpool              | PL                     | 0          | 0          | FACup+CdL       | 0               | 0               | UEL                | 0                  | 0                  | -           | -           | -           | 0      | 0      |
| Totale Liverpool       | Totale Liverpool       | Totale Liverpool       | 0          | 0          |                 | 0               | 0               |                    | 0                  | 0                  |             | -           | -           | 0      | 0      |
| 2013-2014              | Salisburgo             | BL                     | 31         | -27        | CA              | 5               | -3              | UCL+UEL            | 2+12               | -4 + -6            | -           | -           | -           | 50     | -40    |
| 2014-2015              | Salisburgo             | BL                     | 34         | -39        | CA              | 5               | -2              | UCL+UEL            | 4+7                | -6 + -12           | -           | -           | -           | 50     | -59    |
| Totale Salisburgo      | Totale Salisburgo      | Totale Salisburgo      | 65         | -66        |                 | 10              | -5              |                    | 25                 | -28                |             | -           | -           | 100    | -99    |
| 2015-2016              | RB Lipsia              | ZL                     | 14         | -14        | CG              | 1               | -3              | -                  | -                  | -                  | -           | -           | -           | 15     | -17    |
| 2016-2017              | RB Lipsia              | BL                     | 33         | -39        | CG              | 1               | -2              | -                  | -                  | -                  | -           | -           | -           | 34     | -41    |
| 2017-2018              | RB Lipsia              | BL                     | 33         | -52        | CG              | 2               | -1              | UCL+UEL            | 6+6                | -11 + -10          | -           | -           | -           | 47     | -74    |
| 2018-2019              | RB Lipsia              | BL                     | 33         | -27        | CG              | 6               | -6              | UEL                | 1                  | 0                  | -           | -           | -           | 40     | -33    |
| 2019-2020              | RB Lipsia              | BL                     | 32         | -34        | CG              | 0               | 0               | UCL                | 10                 | -12                | -           | -           | -           | 42     | -46    |
| 2020-2021              | RB Lipsia              | BL                     | 33         | -30        | CG              | 6               | -5              | UCL                | 8                  | -16                | -           | -           | -           | 47     | -51    |
| 2021-2022              | RB Lipsia              | BL                     | 33         | -34        | CG              | 5               | -2              | UCL+UEL            | 5+6                | -14 + -7           | -           | -           | -           | 49     | -57    |
| 2022-2023              | RB Lipsia              | BL                     | 6          | -10        | CG              | 0               | 0               | UCL                | 3                  | -6                 | SG          | 1           | -5          | 10     | -21    |
| 2023-2024              | RB Lipsia              | BL                     | 13         | -9         | CG              | 2               | -3              | UCL                | 3                  | -3                 | SG          | 0           | 0           | 18     | -15    |
| 2024-2025              | RB Lipsia              | BL                     | 13         | -14        | CG              | 1               | -1              | UCL                | 6                  | -13                | -           | -           | -           | 20     | -28    |
| Totale RB Lipsia       | Totale RB Lipsia       | Totale RB Lipsia       | 243        | -263       |                 | 24              | -23             |                    | 54                 | -92                |             | 1           | -5          | 322    | -383   |
| Totale carriera        | Totale carriera        | Totale carriera        | 358        | -397       |                 | 34              | -28             |                    | 79                 | -120               |             | 3           | -5          | 474    | -550   |

### Cronologia presenze e reti in nazionale
| Cronologia completa delle presenze e delle reti in nazionale ― Ungheria | Cronologia completa delle presenze e delle reti in nazionale ― Ungheria | Cronologia completa delle presenze e delle reti in nazionale ― Ungheria | Cronologia completa delle presenze e delle reti in nazionale ― Ungheria | Cronologia completa delle presenze e delle reti in nazionale ― Ungheria | Cronologia completa delle presenze e delle reti in nazionale ― Ungheria | Cronologia completa delle presenze e delle reti in nazionale ― Ungheria | Cronologia completa delle presenze e delle reti in nazionale ― Ungheria |
| Data                                                                    | Città                                                                   | In casa                                                                 | Risultato                                                               | Ospiti                                                                  | Competizione                                                            | Reti                                                                    | Note                                                                    |
| ----------------------------------------------------------------------- | ----------------------------------------------------------------------- | ----------------------------------------------------------------------- | ----------------------------------------------------------------------- | ----------------------------------------------------------------------- | ----------------------------------------------------------------------- | ----------------------------------------------------------------------- | ----------------------------------------------------------------------- |
| 22-5-2014                                                               | Debrecen                                                                | Ungheria                                                                | 2 – 2                                                                   | Danimarca                                                               | Amichevole                                                              | -2                                                                      |                                                                         |
| 7-9-2014                                                                | Budapest                                                                | Ungheria                                                                | 1 – 2                                                                   | Irlanda del Nord                                                        | Qual. Euro 2016                                                         | -2                                                                      |                                                                         |
| 20-5-2016                                                               | Budapest                                                                | Ungheria                                                                | 0 – 0                                                                   | Costa d'Avorio                                                          | Amichevole                                                              | -                                                                       | 46’                                                                     |
| 6-9-2016                                                                | Tórshavn                                                                | Fær Øer                                                                 | 0 – 0                                                                   | Ungheria                                                                | Qual. Mondiali 2018                                                     | -                                                                       |                                                                         |
| 7-10-2016                                                               | Budapest                                                                | Ungheria                                                                | 2 – 3                                                                   | Svizzera                                                                | Qual. Mondiali 2018                                                     | -3                                                                      |                                                                         |
| 10-10-2016                                                              | Riga                                                                    | Lettonia                                                                | 0 – 2                                                                   | Ungheria                                                                | Qual. Mondiali 2018                                                     | -                                                                       |                                                                         |
| 13-11-2016                                                              | Budapest                                                                | Ungheria                                                                | 4 – 0                                                                   | Andorra                                                                 | Qual. Mondiali 2018                                                     | -                                                                       |                                                                         |
| 25-3-2017                                                               | Lisbona                                                                 | Portogallo                                                              | 3 – 0                                                                   | Ungheria                                                                | Qual. Mondiali 2018                                                     | -3                                                                      |                                                                         |
| 5-6-2017                                                                | Budapest                                                                | Ungheria                                                                | 0 – 3                                                                   | Russia                                                                  | Amichevole                                                              | -3                                                                      |                                                                         |
| 9-6-2017                                                                | Andorra La Vella                                                        | Andorra                                                                 | 1 – 0                                                                   | Ungheria                                                                | Qual. Mondiali 2018                                                     | -1                                                                      |                                                                         |
| 31-8-2017                                                               | Budapest                                                                | Ungheria                                                                | 3 – 1                                                                   | Lettonia                                                                | Qual. Mondiali 2018                                                     | -1                                                                      |                                                                         |
| 3-9-2017                                                                | Budapest                                                                | Ungheria                                                                | 0 – 1                                                                   | Portogallo                                                              | Qual. Mondiali 2018                                                     | -1                                                                      |                                                                         |
| 7-10-2017                                                               | Basilea                                                                 | Svizzera                                                                | 5 – 2                                                                   | Ungheria                                                                | Qual. Mondiali 2018                                                     | -5                                                                      |                                                                         |
| 10-10-2017                                                              | Budapest                                                                | Ungheria                                                                | 1 – 0                                                                   | Fær Øer                                                                 | Qual. Mondiali 2018                                                     | -                                                                       |                                                                         |
| 23-3-2018                                                               | Budapest                                                                | Ungheria                                                                | 2 – 3                                                                   | Kazakistan                                                              | Amichevole                                                              | -3                                                                      |                                                                         |
| 27-3-2018                                                               | Budapest                                                                | Ungheria                                                                | 0 – 1                                                                   | Scozia                                                                  | Amichevole                                                              | -1                                                                      |                                                                         |
| 6-6-2018                                                                | Brėst                                                                   | Bielorussia                                                             | 1 – 1                                                                   | Ungheria                                                                | Amichevole                                                              | -1                                                                      |                                                                         |
| 9-6-2018                                                                | Budapest                                                                | Ungheria                                                                | 1 – 2                                                                   | Australia                                                               | Amichevole                                                              | -2                                                                      | 46’                                                                     |
| 8-9-2018                                                                | Tampere                                                                 | Finlandia                                                               | 1 – 0                                                                   | Ungheria                                                                | UEFA Nations League 2018-2019 - 1º turno                                | -1                                                                      |                                                                         |
| 11-9-2018                                                               | Budapest                                                                | Ungheria                                                                | 2 – 1                                                                   | Grecia                                                                  | UEFA Nations League 2018-2019 - 1º turno                                | -1                                                                      |                                                                         |
| 12-10-2018                                                              | Marousi                                                                 | Grecia                                                                  | 1 – 0                                                                   | Ungheria                                                                | UEFA Nations League 2018-2019 - 1º turno                                | -1                                                                      |                                                                         |
| 15-10-2018                                                              | Tallinn                                                                 | Estonia                                                                 | 3 – 3                                                                   | Ungheria                                                                | UEFA Nations League 2018-2019 - 1º turno                                | -3                                                                      |                                                                         |
| 18-11-2018                                                              | Budapest                                                                | Ungheria                                                                | 2 – 0                                                                   | Finlandia                                                               | UEFA Nations League 2018-2019 - 1º turno                                | -                                                                       |                                                                         |
| 21-3-2019                                                               | Trnava                                                                  | Slovacchia                                                              | 2 – 0                                                                   | Ungheria                                                                | Qual. Euro 2020                                                         | -2                                                                      |                                                                         |
| 24-3-2019                                                               | Budapest                                                                | Ungheria                                                                | 2 – 1                                                                   | Croazia                                                                 | Qual. Euro 2020                                                         | -1                                                                      |                                                                         |
| 8-6-2019                                                                | Baku                                                                    | Azerbaigian                                                             | 1 – 3                                                                   | Ungheria                                                                | Qual. Euro 2020                                                         | -1                                                                      |                                                                         |
| 11-6-2019                                                               | Budapest                                                                | Ungheria                                                                | 1 – 0                                                                   | Galles                                                                  | Qual. Euro 2020                                                         | -                                                                       |                                                                         |
| 9-9-2019                                                                | Budapest                                                                | Ungheria                                                                | 1 – 2                                                                   | Slovacchia                                                              | Qual. Euro 2020                                                         | -2                                                                      |                                                                         |
| 10-10-2019                                                              | Spalato                                                                 | Croazia                                                                 | 3 – 0                                                                   | Ungheria                                                                | Qual. Euro 2020                                                         | -3                                                                      |                                                                         |
| 13-10-2019                                                              | Trnava                                                                  | Slovacchia                                                              | 2 – 0                                                                   | Ungheria                                                                | Qual. Euro 2020                                                         | -2                                                                      |                                                                         |
| 19-11-2019                                                              | Cardiff                                                                 | Galles                                                                  | 2 – 0                                                                   | Ungheria                                                                | Qual. Euro 2020                                                         | -2                                                                      |                                                                         |
| 3-9-2020                                                                | Sivas                                                                   | Turchia                                                                 | 0 – 1                                                                   | Ungheria                                                                | UEFA Nations League 2020-2021 - 1º turno                                | -                                                                       |                                                                         |
| 6-9-2020                                                                | Budapest                                                                | Ungheria                                                                | 2 – 3                                                                   | Russia                                                                  | UEFA Nations League 2020-2021 - 1º turno                                | -3                                                                      |                                                                         |
| 8-10-2020                                                               | Sofia                                                                   | Bulgaria                                                                | 1 – 3                                                                   | Ungheria                                                                | Qual. Euro 2020                                                         | -1                                                                      |                                                                         |
| 11-10-2020                                                              | Belgrado                                                                | Serbia                                                                  | 0 – 1                                                                   | Ungheria                                                                | UEFA Nations League 2020-2021 - 1º turno                                | -                                                                       | cap.                                                                    |
| 12-11-2020                                                              | Budapest                                                                | Ungheria                                                                | 2 – 1                                                                   | Islanda                                                                 | Qual. Euro 2020                                                         | -1                                                                      |                                                                         |
| 25-3-2021                                                               | Budapest                                                                | Ungheria                                                                | 3 – 3                                                                   | Polonia                                                                 | Qual. Mondiali 2022                                                     | -3                                                                      |                                                                         |
| 4-6-2021                                                                | Budapest                                                                | Ungheria                                                                | 1 – 0                                                                   | Cipro                                                                   | Amichevole                                                              | -                                                                       | cap. 48’                                                                |
| 8-6-2021                                                                | Budapest                                                                | Ungheria                                                                | 0 – 0                                                                   | Irlanda                                                                 | Amichevole                                                              | -                                                                       | 63’                                                                     |
| 15-6-2021                                                               | Budapest                                                                | Ungheria                                                                | 0 – 3                                                                   | Portogallo                                                              | Euro 2020 - 1º turno                                                    | -3                                                                      |                                                                         |
| 19-6-2021                                                               | Budapest                                                                | Ungheria                                                                | 1 – 1                                                                   | Francia                                                                 | Euro 2020 - 1º turno                                                    | -1                                                                      |                                                                         |
| 23-6-2021                                                               | Monaco di Baviera                                                       | Germania                                                                | 2 – 2                                                                   | Ungheria                                                                | Euro 2020 - 1º turno                                                    | -2                                                                      |                                                                         |
| 2-9-2021                                                                | Budapest                                                                | Ungheria                                                                | 0 – 4                                                                   | Inghilterra                                                             | Qual. Mondiali 2022                                                     | -4                                                                      |                                                                         |
| 5-9-2021                                                                | Elbasan                                                                 | Albania                                                                 | 1 – 0                                                                   | Ungheria                                                                | Qual. Mondiali 2022                                                     | -1                                                                      | cap. 46’                                                                |
| 9-10-2021                                                               | Budapest                                                                | Ungheria                                                                | 0 – 1                                                                   | Albania                                                                 | Qual. Mondiali 2022                                                     | -1                                                                      | cap.                                                                    |
| 12-10-2021                                                              | Londra                                                                  | Inghilterra                                                             | 1 – 1                                                                   | Ungheria                                                                | Qual. Mondiali 2022                                                     | -1                                                                      | cap.                                                                    |
| 24-3-2022                                                               | Budapest                                                                | Ungheria                                                                | 0 – 1                                                                   | Serbia                                                                  | Amichevole                                                              | -1                                                                      |                                                                         |
| 4-6-2022                                                                | Budapest                                                                | Ungheria                                                                | 1 – 0                                                                   | Inghilterra                                                             | UEFA Nations League 2022-2023 - 1º turno                                | -                                                                       | 89’                                                                     |
| 11-6-2022                                                               | Budapest                                                                | Ungheria                                                                | 1 – 1                                                                   | Germania                                                                | UEFA Nations League 2022-2023 - 1º turno                                | -1                                                                      | 86’                                                                     |
| 23-9-2022                                                               | Lipsia                                                                  | Germania                                                                | 0 – 1                                                                   | Ungheria                                                                | UEFA Nations League 2022-2023 - 1º turno                                | -                                                                       |                                                                         |
| 26-9-2022                                                               | Budapest                                                                | Ungheria                                                                | 0 – 2                                                                   | Italia                                                                  | UEFA Nations League 2022-2023 - 1º turno                                | -2                                                                      |                                                                         |
| 22-3-2024                                                               | Budapest                                                                | Ungheria                                                                | 1 – 0                                                                   | Turchia                                                                 | Amichevole                                                              | -                                                                       |                                                                         |
| 4-6-2024                                                                | Dublino                                                                 | Irlanda                                                                 | 2 – 1                                                                   | Ungheria                                                                | Amichevole                                                              | -1                                                                      | 46’                                                                     |
| 8-6-2024                                                                | Debrecen                                                                | Ungheria                                                                | 3 – 0                                                                   | Israele                                                                 | Amichevole                                                              | -                                                                       |                                                                         |
| 15-6-2024                                                               | Colonia                                                                 | Ungheria                                                                | 1 – 3                                                                   | Svizzera                                                                | Euro 2024 - 1º turno                                                    | -3                                                                      |                                                                         |
| 19-6-2024                                                               | Stoccarda                                                               | Germania                                                                | 2 – 0                                                                   | Ungheria                                                                | Euro 2024 - 1º turno                                                    | -2                                                                      |                                                                         |
| 23-6-2024                                                               | Stoccarda                                                               | Scozia                                                                  | 0 – 1                                                                   | Ungheria                                                                | Euro 2024 - 1º turno                                                    | -                                                                       |                                                                         |
| 7-9-2024                                                                | Düsseldorf                                                              | Germania                                                                | 5 – 0                                                                   | Ungheria                                                                | UEFA Nations League 2024-2025 - 1º turno                                | -5                                                                      |                                                                         |
| Totale                                                                  |                                                                         | Presenze                                                                | 58                                                                      |                                                                         | Reti                                                                    | -83                                                                     |                                                                         |

## Palmarès

### Club
- Campionato austriaco: 2

Salisburgo: 2013-2014, 2014-2015
- Coppa d'Austria: 2

Salisburgo: 2013-2014, 2014-2015
- Coppa di Germania: 2

RB Lipsia: 2021-2022, 2022-2023
- Supercoppa di Germania: 1

RB Lipsia: 2023

### Individuale
- Calciatore ungherese dell'anno: 2

2018, 2019